# Rissoina mexicana
Rissoina mexicana är en snäckart som beskrevs av Bartsch 1915. Rissoina mexicana ingår i släktet Rissoina och familjen Rissoidae. Inga underarter finns listade i Catalogue of Life.